# Подлесице (Малопольское воеводство)
Подлеси́це (пол. Podlesice) — село в Польше в сельской гмине Харшница Мехувского повета Малопольского воеводства.
Село располагается в 7 км от административного центра гмины села Мехув-Харшница, в 14 км от административного центра повета города Мехув и в 38 км от административного центра воеводства города Краков.
В 1975—1998 годах село входило в состав Келецкого воеводства.